# ウクライナの鉄道
ウクライナの鉄道（ウクライナのてつどう）では、ウクライナにおける鉄道について記す。

## 鉄道史

### 独立前
オーストリア帝国時代、オーストリア大公カール・ルートヴィヒのガリツィア鉄道（Galician Railway of Archduke Charles Louis）がプシェムィシル（プレミッセル）からリヴィウ（レンベルグ）に延長され、最初の列車は1861年11月4日にリヴィウに到着した。

### 独立後
1991年夏のウクライナ独立後、1991年12月14日にウクライナ鉄道が設立された。

## 事業者

### 広域鉄道
- ウクライナ鉄道
- Lemtrans（Лемтранс ）

### 都市内鉄道
- キーウ地下鉄
- ハルキウ地下鉄
- ドニプロ地下鉄
- ドネツィク地下鉄
- キーウ市電
- キーウ・ライトレール
- エレクトリーチカ

### 空港連絡鉄道
- （キーウ・ボルィースピリ・エクスプレス（英語版））

## 隣接国との鉄道接続状況
- モルドバ - 接続あり - 1,520mm
- ルーマニア
- ハンガリー（英語版）
- スロバキア（英語版） ウージュホロド・コシツェ広軌線（Uzhhorod–Košice broad-gauge track）
- ポーランド - 65号線 (ポーランド)、SUW2000（軌間可変電車）
- ベラルーシ - 接続あり - 1,520mm
- ロシア - 接続あり - 1,520mm